# Mattias Bylund
Bengt Axel Mattias Bylund, född 16 juni 1970 i Södertälje, är en svensk musiker, musikarrangör och musikproducent som är bosatt i Göteborg. 2016 fick han en Grammy award för stråkarrangemang på Taylor Swift's "1989" och han är även kapellmästare för Bingolotto.

## Biografi
Bylund växte upp i Rönninge där han lärde sig spela piano genom att härma sin mammas pianoelevers läxor. På 1980-talet flyttade han med sin familj till Ultrå i Norrland där han tog lektioner i fagott och piano och studerade på Mellansels folkhögskola. Hans första karriär var som keyboardist i banden Masterpiece, Mårtens hjältar och Perry & the poorboys under 1980- och 90-talet. 1994 flyttade Bylund till Göteborg för att studera på musiklärarlinjen vid Musikhögskolan och blev även keyboardist för Himlaväsen. I slutet av 90-talet var Bylund musiklärare på Samskolan och Musikhögskolan under några år. En av hans elever var Johan Carlsson som efter studierna började jobba med Max Martin och började anlita Bylund för inspelningar.
2001 var Bylund kapellmästare för Sven-Ingvars show på Rondo. Därefter blev han anlitad som kapellmästare på Stadsteatern i Göteborg, "Allt eller inget" (2003) och Kharmen (2006). Sedan 2006 är Mattias Bylund kapellmästare för den årliga julkonserten Stjärnjul med Rönninge show chorus & The EntertainMen. Sedan 2007 har han varit kapellmästare för flera av Christer Sjögrens shower. 2006 började Bylund medverka sporadiskt som musiker i Bingolotto och är sen 2010 en av kapellmästarna för husbandet i programmet. Andra TV-program Mattias varit kapellmästare för är Sommarkväll med Rickard Olsson (SVT), Eldsjälsgalan och Tack för dansen (TV4). Vid 58th Annual Grammy awards 2016 vann han en Grammy Award inom kategorin "Album of the year" (Årets album) för stråk på Taylor Swifts album "1989". Inför Oscarsgalan 2017 blev låten "Can't stop the Feeling!" från filmen "Trolls" nominerad för bästa originallåt där Bylund gjort blåsarrangemanget.